# Linia kolejowa Kalisz Winiary – Winiary Fabryka
Linia kolejowa Kalisz Winiary – Winiary Fabryka – rozebrana, jednotorowa, niezelektryfikowana linia kolejowa o długości 2,5 km, znajdująca się w Kaliszu, w Lesie Winiarskim, łącząca przystanek Kalisz Winiary ze stacją towarową Winiary Fabryka.
Linia kolejowa była wykorzystywana przez Zakład Ceramiki Budowlanej WINIARY do transportu mazutu oraz fabrykę przetwórstwa spożywczego Winiary-Nestlé do transportu surowców oraz produktów.